# ریونزورث (ویرجینیا)
ریونزورث (به انگلیسی: Ravensworth) یک منطقهٔ مسکونی در ایالات متحده آمریکا است که در شهرستان فرفکس، ویرجینیا واقع شده‌است. ریونزورث ۲٫۵۴ کیلومتر مربع مساحت و ۲٬۴۶۶ نفر جمعیت دارد و ۸۰٫۷۷ متر بالاتر از سطح دریا واقع شده‌است.